# 新井友蔵
新井 友蔵（あらい ともぞう、1904年5月28日 - 1984年2月9日）は、日本の経営者、理学博士。群馬県出身。

## 経歴
1929年に京都帝国大学理学部地質鉱物学科を卒業し、同年に鯛生産業に入社。1949年に同和鉱業に転じ、1950年に取締役に就任し、1959年5月に常務を経て、1963年5月には社長に就任。1973年3月に会長を経て、1977年6月に相談役に就任。
1958年10月に藍綬褒章を受章し、1974年11月に勲一等瑞宝章を受章。
1984年2月9日慢性呼吸不全のために死去。79歳没。